# Jeremias Geisler
Andreas Jeremias Thomas Geisler (9. srpna 1884, Aamaruutissat – 7. října 1936, Aamaruutissat) byl grónský lovec a zemský rada zasedající v druhé severogrónské zemské radě.

## Životopis
Jeremias Geisler byl synem lovce Jacoba Christophera Christiana Rasmuse Geislera (1852–?) a jeho manželky Caroline Wilhelmine Gjertrud Jørgensenové (1854–?). Dne 3. září 1911 se v Qeqertarsuaqu oženil s Luise Ane Marií Kleistovou (1889–?), sestrou zemského rady Isaka Kleista. Mezi jeho děti patří Anthon Geisler (1919–2021), první Gróňan, který se dožil 100 let.
Jeremias Geisler byl povoláním lovec. V roce 1917 byl zvolen do Severogrónské zemské rady, kde setrval až do konce volebního období v roce 1922. Zemřel na chřipku v roce 1936 ve věku 52 let.